# Komebail Lagoon
Komebail Lagoon (auch: Koror Harbor, Ngartabepeab Lagune, Ngertachebeab) ist eine Bucht der Küstenlagune von Palau. Sie bildet einen der wichtigsten Häfen (Koror Harbor) im Umfeld der Hauptstadt Koror.

## Geographie
Die Lagune ist ein Teil der größeren Küstenlagune im Westen von Palau. Zum offenen Meer im Westen ist das seichte Küstengewässer zunächst durch das Ngerdiluches Barrier Reef West abgetrennt. Von dort erstreckt es sich über einige Kilometer nach Osten, bevor die ersten Inseln von Palau aus dem Meer aufsteigen. Die Komebail Lagoon wird in dem größeren Teil der Lagune durch eine Klammer von Inseln zusätzlich abgetrennt. Nach Osten begrenzt die Hauptinsel Babeldaob die Lagune. Die begrenzenden Landschaftsformationen sind im Norden die Insel Ngerchebal (Aimeliik) und in der Verlängerung des zugehörigen Riffes der Hügel Rengesukl von Babedaob. Im Südosten bildet der Kanal Toachel Mid eine Verbindung zu weiteren Lagunen zwischen den Inseln Babeldaob und Koror. Im Süden bildet Koror und Arakabesan mit den Ausläufern Ngerur und Ngeremekediu den Abschluss der Lagune. Ebenfalls im Südosten findet sich der Ankerplatz und eigentliche Hafen Koror Harbor (⊙), welcher nochmals von den Riffen Omuchel und Ngcheludel Kedeu eingefasst wird.
Weitere Anlegestellen sind: Ngerkeai Dock bei Ngerkeai Hamlet und Meyungs Derromel Pier von Arakabesan.
Im Norden bildet die Begrenzung der Lagune zusätzlich die Ngchemiangel Bay und weiter südlich bildet die Lagune die Ngarengeivog Bay bei Ngerkeai mit dem Imul Mangrove Conservation Area, wo auch einer der wenigen namhaften Flüsse des Staates mündet, der Ngerderar.